# Nikolaikirche (Meißen)

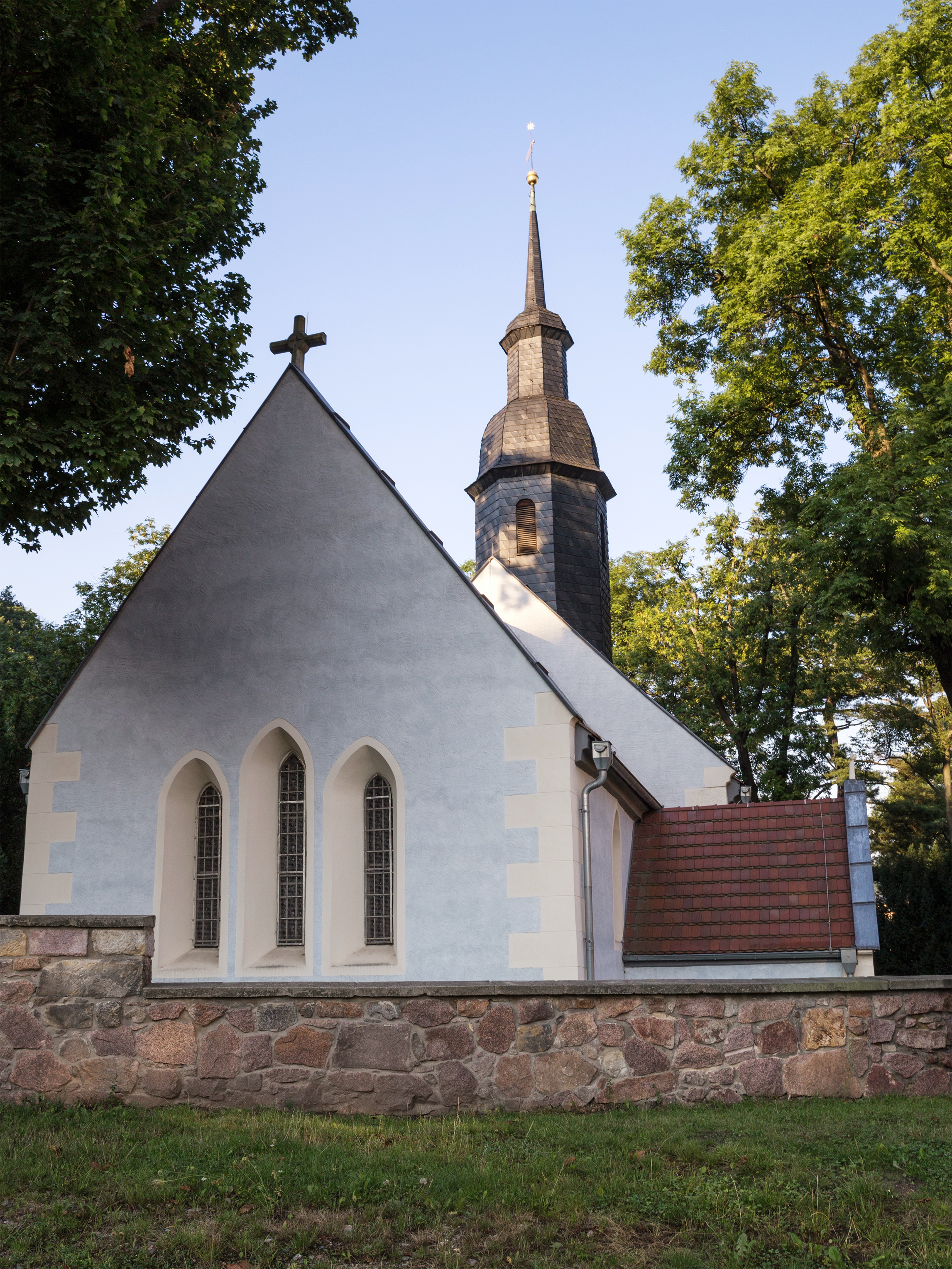
Die Meißner Nikolaikirche

Die 1220 erstmals urkundlich erwähnte Nikolaikirche ist ein Gotteshaus der evangelisch-lutherischen St.-Afra-Gemeinde und Meißens ältestes Gebäude. Mit einer Ausstattung aus Meißner Porzellan ist sie seit 1929 eine Gedächtnisstätte für die Meißner Opfer des Ersten Weltkriegs.

## Geschichte

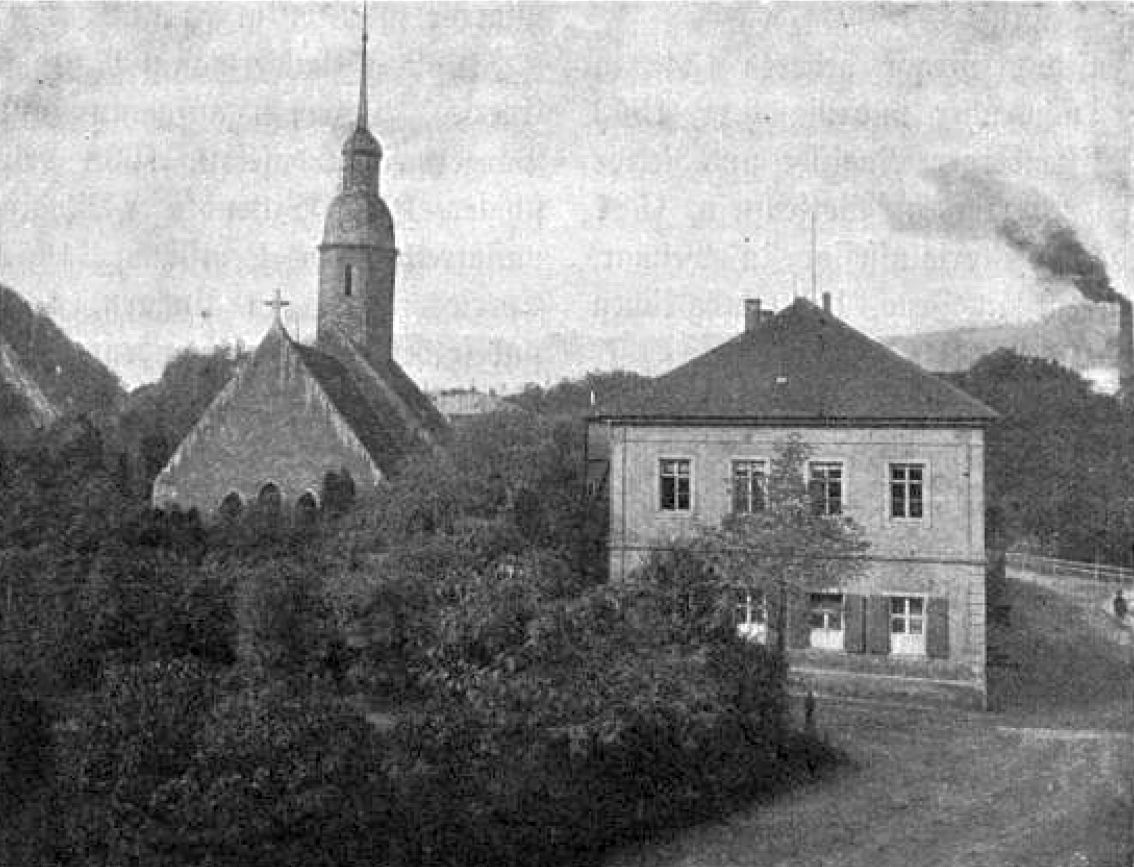
Nikolaikirche 1900 mit der früheren Nikolaischule

### Vor 1900
Vor 1150, vielleicht schon um 980, wurde an der Triebisch die Nikolaikirche errichtet. Sie diente durchreisenden Kaufleuten und den am Fluss ansässigen Fischern aus Questenberg und Kirnitz als Gotteshaus. Benannt wurde die Kirche nach dem Schutzpatron der Kaufleute und Fischer, dem Heiligen Nikolaus. Wohl im Zusammenhang mit der Entwicklung zur Marktsiedlung siedelten sich Handwerker, die ihr Gewerbe außerhalb der Stadt ausübten, am Neumarkt bei der Nikolaikirche an. Somit wurde diese ihre Pfarrkirche.
In einer Urkunde von 1220 ist die Kirche, zusammen mit der Martinskirche, erstmals erwähnt, als sie von Markgraf Dietrich dem Benediktinerinnenkloster Heilig Kreuz unterstellt und auch dem Bistumsbezirk Roßwein zugeordnet wurde. Dem Kloster blieb die Kirche bis zur Reformation unterstellt. Die Aufsicht über die Kirche hatte der Dompropst zu Meißen. Die beiden Kirchen werden in der Urkunde als zusammengehörig betrachtet. Während die Nikolaikirche verarmt war, brachte die Martinskirche Grundstücke und Wälder in den gemeinsamen Besitz ein. Aufgrund der besseren Ausstattung wurde die Martinskirche die Mutterkirche, die Nikolaikirche die Tochterkirche.
Noch im dreizehnten Jahrhundert erhielt die Kirche frühgotische Wandmalereien, die in geringen Resten noch heute an der Chorwand zu sehen sind. Sie stellen die Kindheits- und die Leidensgeschichte Christi dar. Die Wandmalereien zeigen stilistische Ähnlichkeiten zur Goldenen Pforte im Freiberger Dom von 1230. 1868 wurden die Malereien wieder aufgedeckt und Anfang des 20. Jahrhunderts aufgefrischt.
Möglicherweise durch den Bau einer Synagoge in direkter Nachbarschaft zur Nikolaikirche wurde diese zur Mutterkirche aufgewertet. 1330 erfolgten Landkäufe zugunsten der Kirchen. Im Jahr 1349 wurde die jüdische Gemeinde in Meißen vernichtet. Damit entfielen auch Abgaben, die die Nikolaikirche erhalten hatte. 1377 musste die Gemeinde auch die ehemals jüdischen Grundstücke an die Stadt Meißen übergeben. Sie erhielt als Gegenleistung die für sie wenig nützliche Synagoge. Finanzielle besser wurde es für die Gemeinde in den 1390er Jahren. Papst Urban VI. hatte 1390 ein Jubeljahr ausrufen lassen. Durch eine Reise nach Rom konnte jeder Sündenvergebung erlangen. Da sich diese Reise aber nur wenige leisten konnten, gab es auch die Möglichkeit, die Ablässe in Meißen zu erlangen. Die Hälfte der Einnahmen musste nach Rom abgeführt werden, der Rest ging an das Bauvermögen der örtlichen Kirchen. St. Nikolaus und St. Martin erhielten daraus enorme Summen.
Während der Hussitenkriege wurde die Kirche 1429 beschädigt, ebenso durch den Meißner Stadtbrand von 1447. Ihr Äußeres entspricht heute noch fast dem Aussehen nach dem Wiederaufbau im Anschluss an die Hussitenkriege. Die Kirche ist 30 Meter lang, 12 Meter breit und 7 Meter hoch. Nach der Reformation und der Auflösung des Heilig-Kreuz-Klosters fiel die Kirche (wahrscheinlich 1542) der St.-Afra-Gemeinde zu und diente als Kapelle des Nikolaifriedhofs.
Im Inneren ist die Kirche zweigeteilt, in einen Teil für die Gemeinde an der Südseite und einen Chor. Das Kirchenschiff enthielt eine Renaissancekanzel von 1653, die sich heute in der Schlosskapelle Lauenstein befindet, und eine alte kleine Orgel. Im Chor standen ein Altar, ein altes Ziborium, eine Sandsteinfigur des heiligen Nikolaus und andere Skulpturen. Der spätgotische Flügelaltar aus der Zeit um 1480 steht heute in der Meißner Frauenkirche. Eine größere Reparatur der Kirche fand 1695 statt. Damals wurde auch der noch vorhandene Kirchturm aufgesetzt und erhielt neue Glocken. Die große Glocke wurde von Andreas Herold in Dresden gegossen. Die mittlere stammt noch aus dem 13. Jahrhundert. Die kleinste goss Michael Weinhold im Jahr 1702.
Im 19. Jahrhundert verfiel die Kirche zusehends. Letzte Reparaturen von 1867 und 1885 konnten das kaum aufhalten. Der Friedhof wurde 1879 geschlossen, ein Jahr zuvor waren die letzten Toten dort bestattet worden.

### Umbau zur Gedächtnisstätte
Nach Ende des Ersten Weltkriegs kam in Meißen der Wunsch auf, die Opfer der Stadt mit einem würdigen, der Geschichte und Eigenart der Stadt entsprechenden Denkmal zu ehren. Es wurde vorgeschlagen, die verfallende Nikolaikirche zu einer Gedächtnisstätte umzubauen. Der Vorstand der Stadtkirche, zu deren Gemeinde auch die Nikolaikirche gehörte, stellte sie als eine „Stätte liebevoll ernster Erinnerung für Angehörige, Freunde und Nachkommen der Gefallenen“ zur Verfügung. Da Meißen weltberühmt für sein Porzellan war, sollte die Gedenkstätte mit kostbarem Porzellan gestaltet werden.
Ende 1921 bildete sich der Verein „Kriegergedächtnis Meißen e. V.“ Vorstandsmitglied war unter anderem der damalige Generaldirektor der Porzellanmanufaktur Meißen, Max Adolf Pfeiffer. Die Kosten für den Umbau wurden anfangs mit 300.000 bis 400.000 Mark veranschlagt. Im Laufe der ersten Untersuchungen der Kirche zeigte sie sich als noch baufälliger als gedacht. Bitten um freiwillige Spenden brachten nur geringe Einnahmen. Daher wurde 1922 eine erste Lotterie veranstaltet. Die Lose waren von Künstlern gestaltete Medaillen aus Böttgersteinzeug. Innerhalb von zwölf Tagen waren 60.000 Lose zu je 20 Mark vergriffen. Die Gewinner erhielten Stücke aus Meissener Porzellan (später dann Anrechte darauf). Mit dem Ertrag konnten die Kosten für die Instandsetzung der Kirche, die Erneuerung des Turms, des Dachstuhls und des Ziegeldachs, die Verlegung des Eingangs von der südlichen Langseite an die westliche Giebelseite und der Einbau einer schweren eichenen Tür bezahlt werden. Im Inneren wurde eine später eingebaute Empore beseitigt, die rote Kassettendecke eingezogen, die Wände ausgebessert und gefärbt, die Fresken aufgefrischt, elektrische Lichtleitungen und Beleuchtung verlegt sowie der Fußboden des Schiffes und des Chores mit Platten belegt. In die Schwelle zum Altar ließ Pfeiffer die folgenden Worte einmeißeln: „Erscheinung vergeht, harret aus im Streben“. Heute ist dieser Spruch nur noch lückenhaft lesbar und teilweise durch einen Teppich verdeckt.
Eine zweite Verlosung im Mai 1923 von 60.000 Losen à 30 Mark wurde zwar wieder gut angenommen. Die Erträge halfen aber durch die Geldentwertung der Inflation von 1923 kaum. Zumindest setzte die Porzellanmanufaktur die Fertigung der Ausstattungsgegenstände fort. Den Auftrag hatte Pfeiffer dem künstlerischen Leiter Emil Paul Börner übertragen.
Eine dritte Lotterie wurde als Dauerlotterie ohne Losmedaillen aber mit 50.000 Papierlosen à 2 Mark ab April 1926 veranstaltet, man verlegte sich allerdings auch auf Bittschreiben und Bittgänge, die überraschend großen Erfolg brachten: Spenden und Stiftungen gingen genauso zahlreich ein wie Sachmittel (unter anderem Ziegelsteine, Zement und Sand). Die Meißner Innungen brachten kostenfreie Arbeitsleistungen ein. Es wurden neue Scheiben eingesetzt und durch starke Drahtgitter geschützt. Die Belüftung der Kirche wurde verbessert und die Grundmauern nachhaltig trockengelegt.
Börner ließ in die Gestaltung der Kirche Elemente verschiedener Religionen unterbringen. So finden sich Vasen mit jüdischen Motiven, gleichschenklige Kreuze nach griechisch-orthodoxem Vorbild, die orientalische Gestaltung des Triumphbogens und ein Zitat Buddhas. Das erinnert auch daran, dass es beim Sterben im Krieg keinen Unterschied zwischen den Religionen gibt und zugleich, dass keine Religion es geschafft hat, den Krieg abzuschaffen.
Die Weihe der Gedenkstätte fand am 26. Mai 1929 statt, im Jahr der Tausendjahrfeier der Stadt Meißen. Für die Hinterbliebenen wurde die Gedenkstätte ein Ersatz für die Grabstelle und so fanden sich immer Kranz–und Blumengaben in der Nikolaikirche.

### Nach 1929

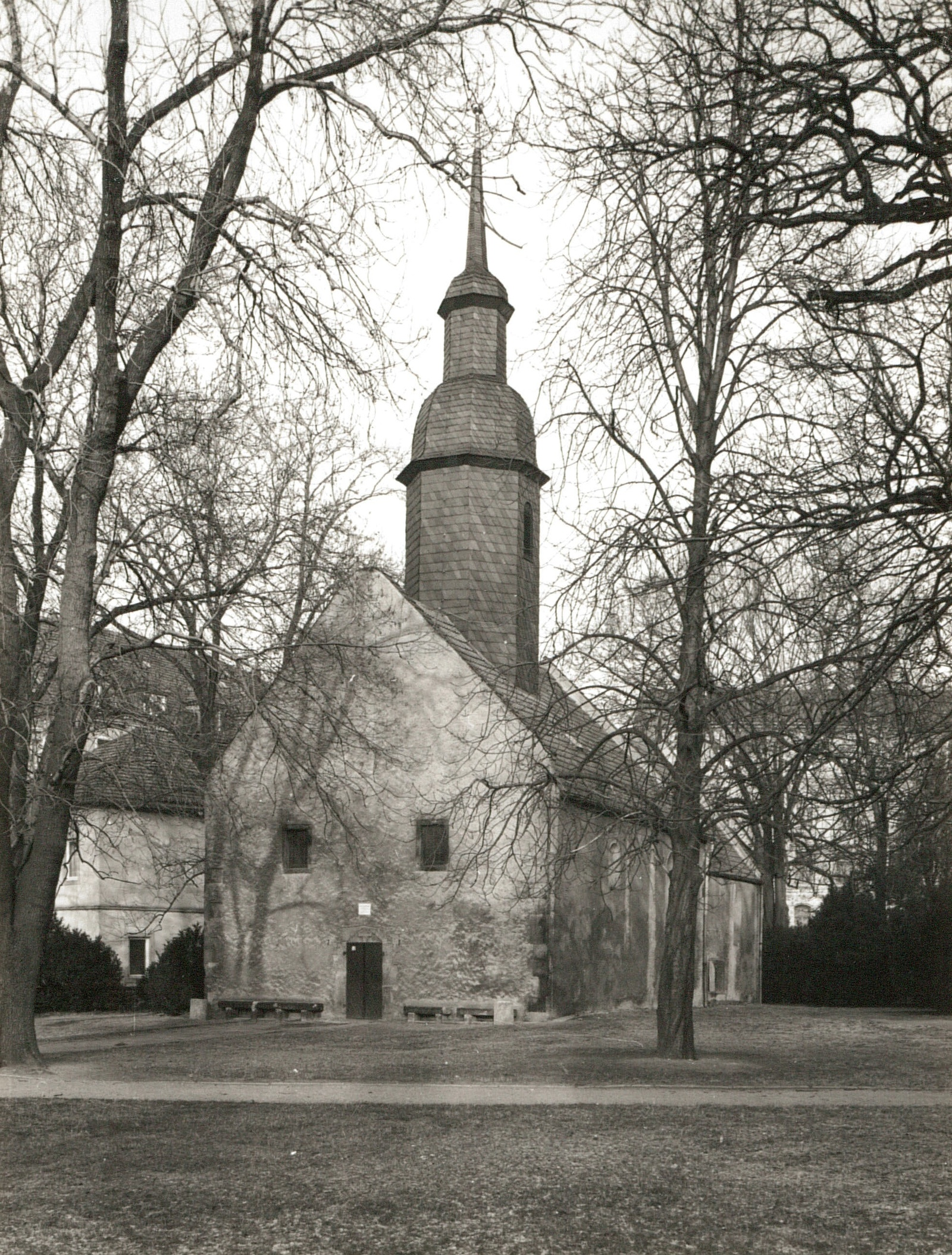
Nikolaikirche (1992)

In den 1980er Jahren konnte die Kirche durch eine Sanierung vor dem Verfall gerettet werden. Allerdings war der damals verwendete Putz so dicht, dass sich Wasser und Salz an den Wänden sammelte und die Auflagen der wertvollen Epitaphe aus Meißner Porzellan rosten ließ. Beim Hochwasser der Triebisch 2002 stand auch die Kirche einen halben Meter unter Wasser und wurde dabei weiter beschädigt. Im Jahr darauf waren mit Fördermitteln einige Sanierungsarbeiten möglich. Eine weitere Sanierung wurde 2006 durchgeführt. Es sind aber Schäden zurückgeblieben, vor allem an den Befestigungen der Porzellanplatten.
Die Kirche ist für Besichtigungen nach Voranmeldung geöffnet. Gedenkveranstaltungen finden zum Holocaust-Gedenktag, in der Passionszeit, am Tag des Kriegsendes 1945, am Gedenktag zum Attentat vom 20. Juli 1944, am Weltfriedenstag und am Volkstrauertag statt.
Auf der die Nikolaikirche umgebenden Grünfläche befindet sich das Meißner Denkmal für den Begründer der Homöopathie Samuel Hahnemann und ein Denkmal „Zum Gedenken an die Toten des Zweiten Weltkrieges und Opfer jeder Gewalt…“

## Heutige Ausstattung

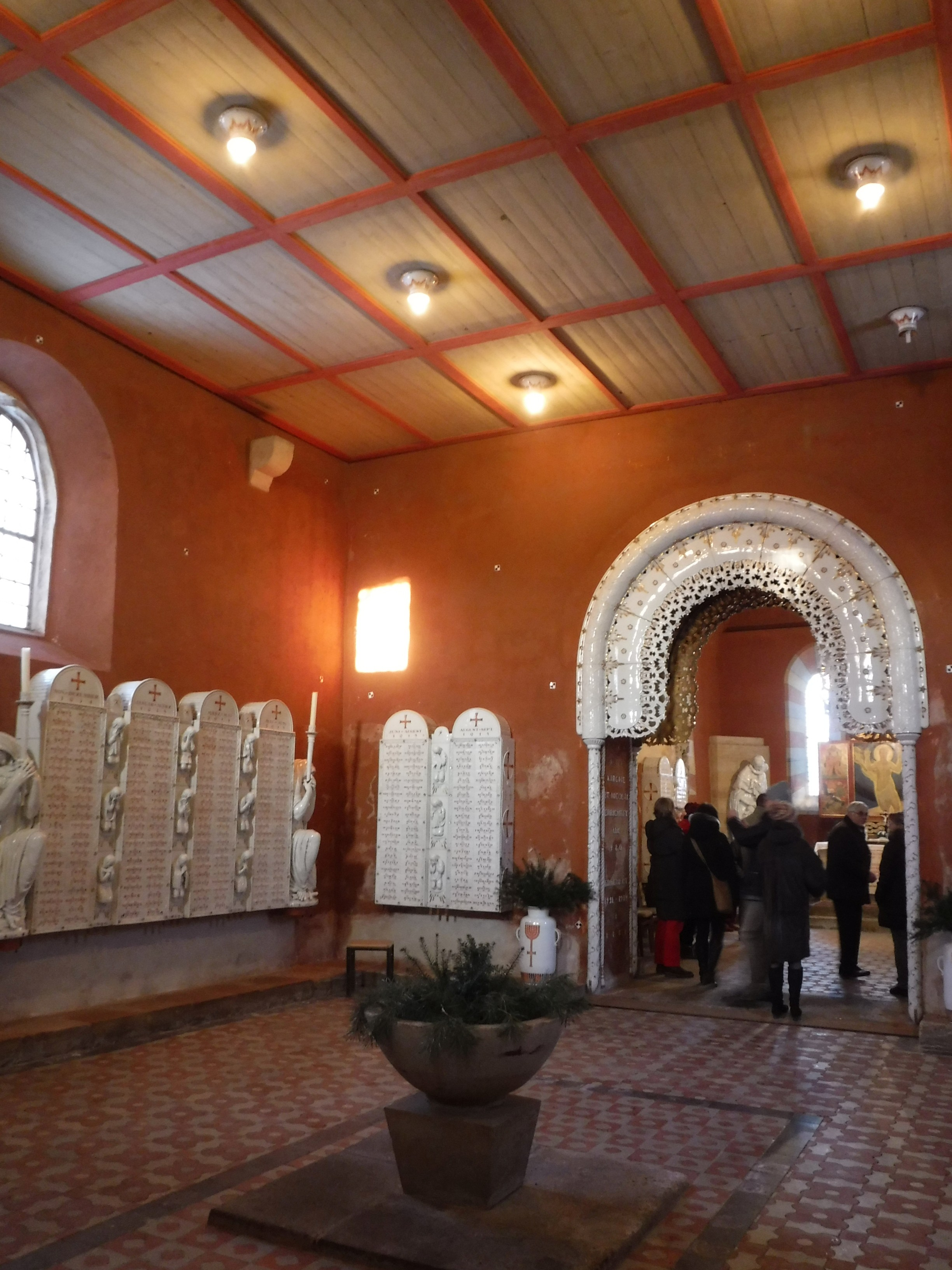
Innenraum

An den dunkelrot gestrichenen Wänden der Kirche sind vierzehn Epitaphe aus Meißner Porzellan angebracht. Sie sind aus kleinen weißen Tafeln zusammengesetzt, die jeweils den Namen und den Todestag von insgesamt 1815 Gefallenen und gestorbenen Krankenschwestern tragen. Die Tafeln sind nach Todesjahren angeordnet. An den Seiten einiger Epitaphe knien acht überlebensgroße Frauengestalten. Sie symbolisieren die trauernden Mütter. Ihre Füße zertreten zerbrochene Schwerter. In den Händen halten sie Leuchter. Zwischen den Tafeln sind die Figuren von Kindern angebracht, die mit den Händen ihre weinenden Gesichter bedecken.

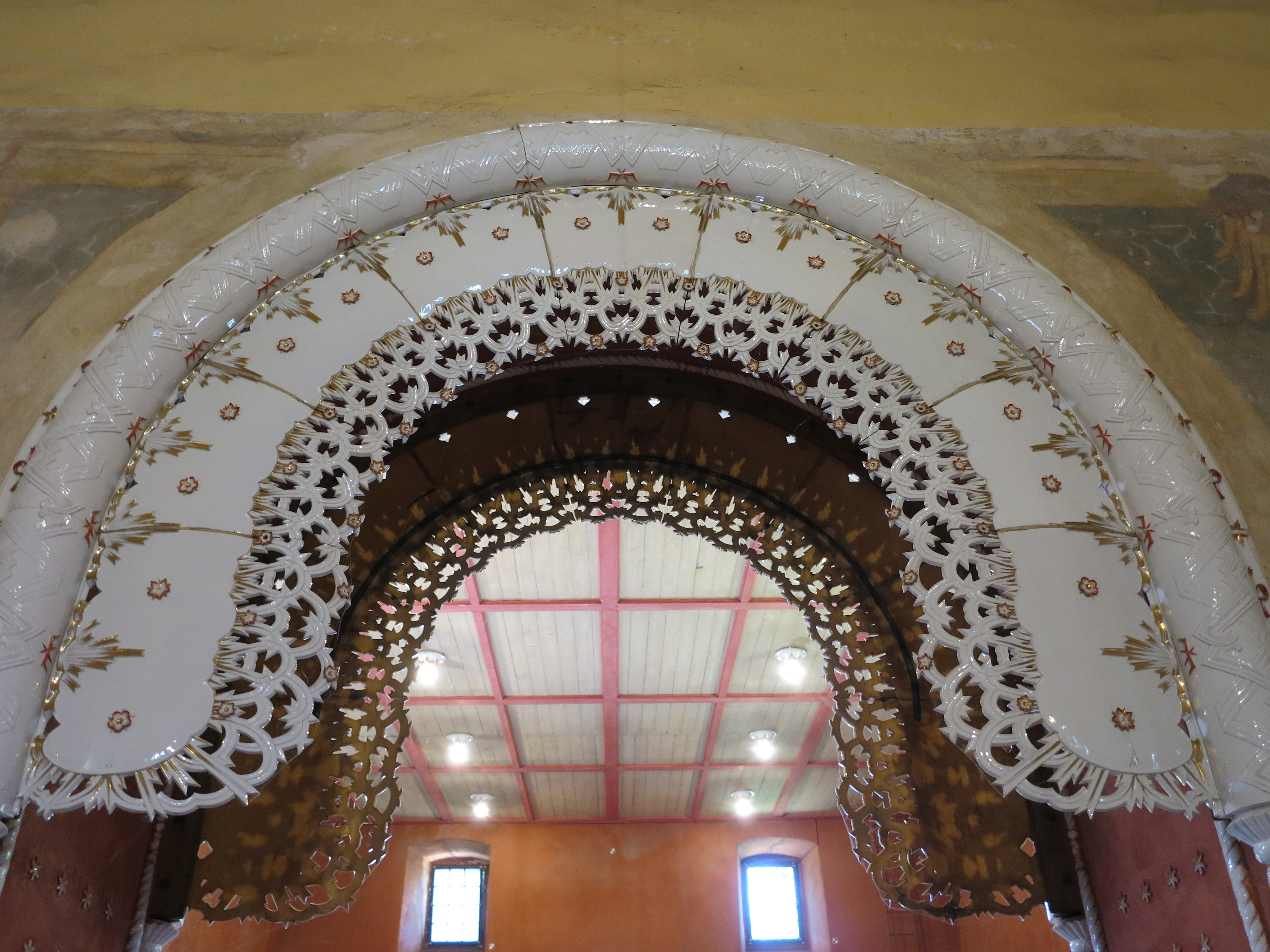
Der Islam verbietet bildliche Darstellungen. Die Verzierungen am Durchgang zwischen Kirchenschiff und Altarraum erinnern an den Schmuck in einer Moschee. Foto Juni 2025

Das Kirchenschiff und der Chor werden mit einem Triumphbogen verbunden. Von einem aufgemalten Sternenhimmel aus leuchten Strahlen der Hoffnung und sollen das Kriegsleid überstrahlen.

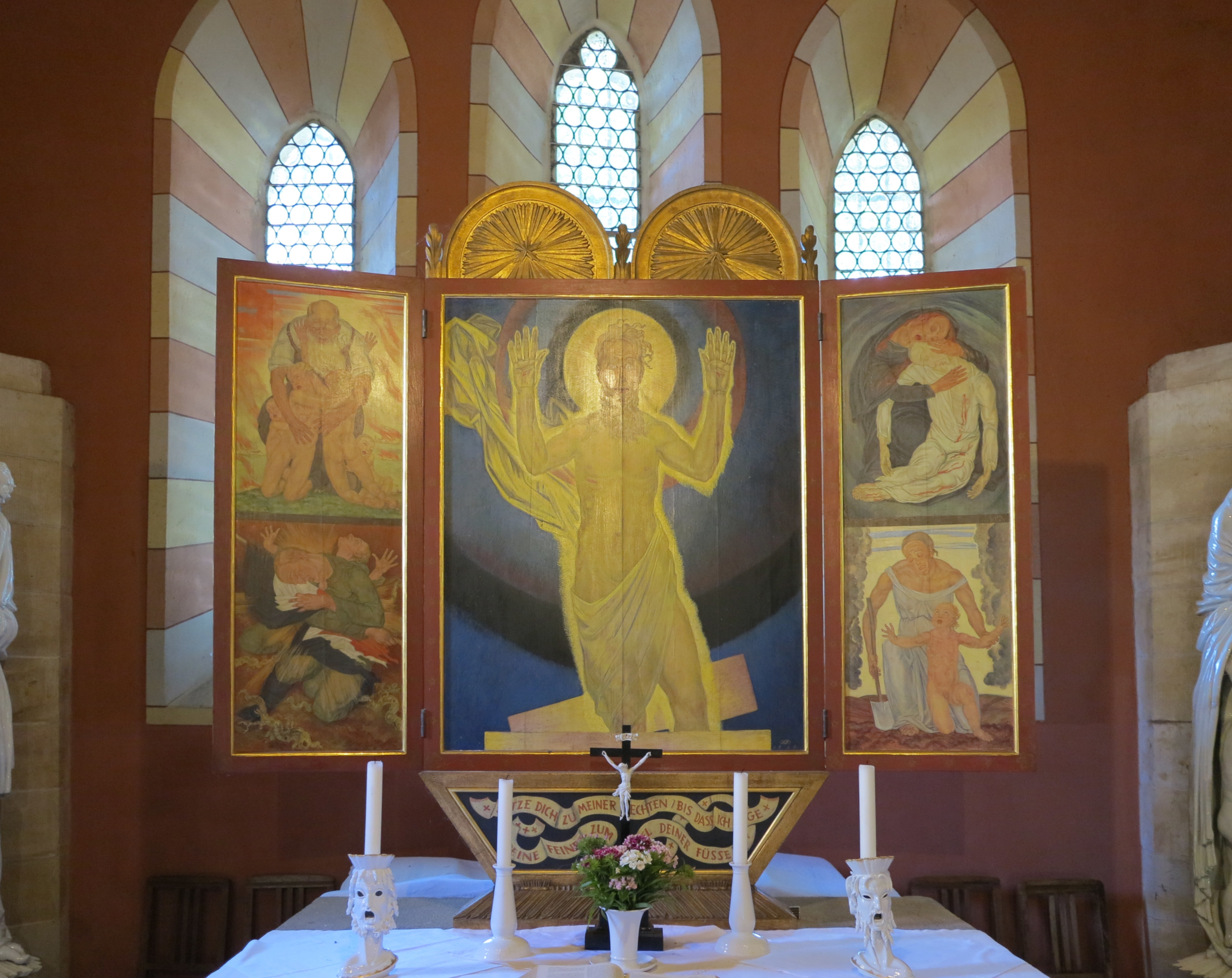
Altarretabel in der Nikolaikirche, Foto Juni 2025

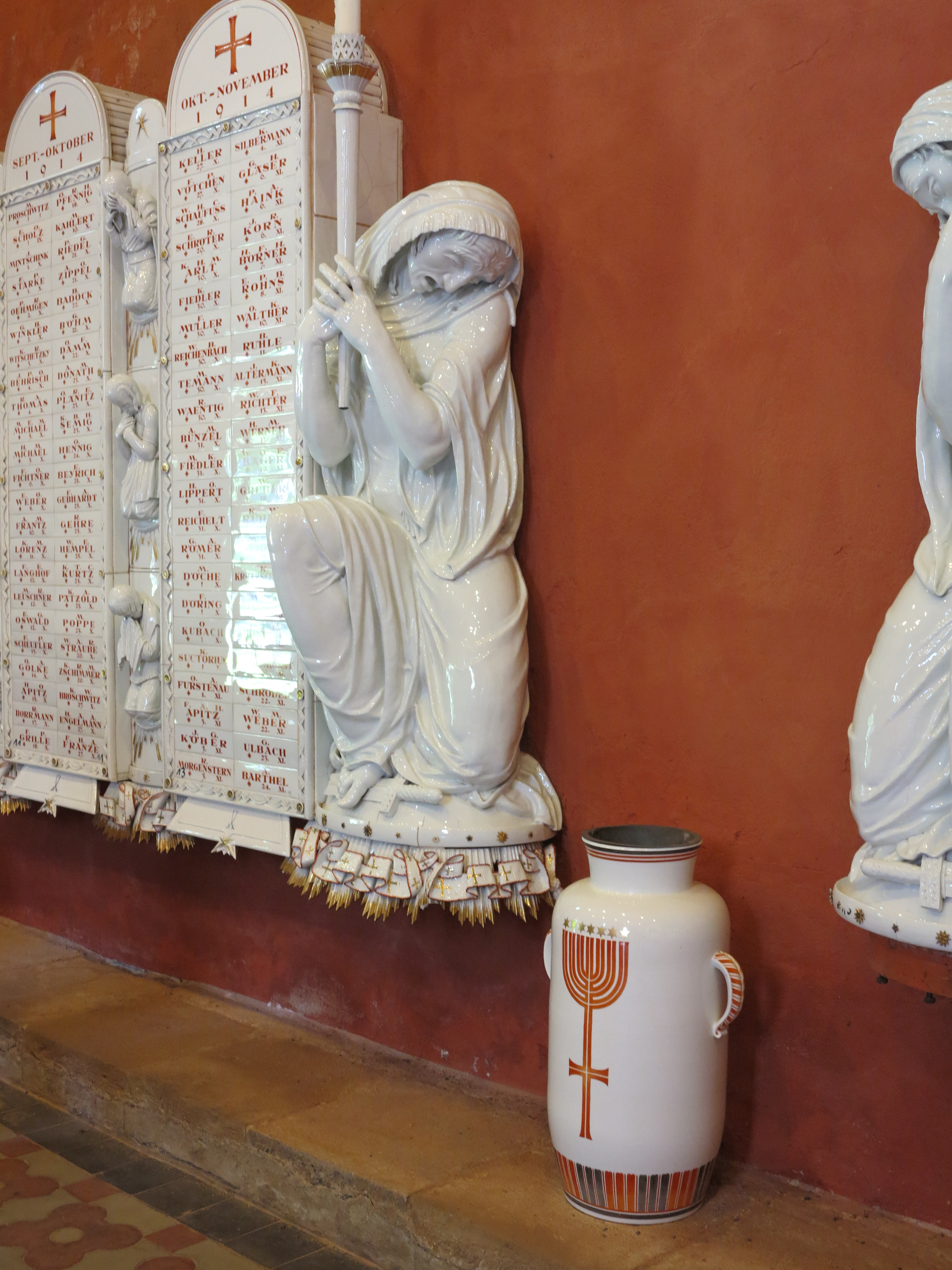
Ein siebenarmiger Leuchter mit sieben Davidsternen auf den Vasen, die an eine Urne erinnern, weist auf das Judentum hin. Foto Juni 2025

Der Flügelaltar ist ebenfalls von Börner gestaltet und besteht aus einer Mitteltafel und zwei horizontal geteilten Flügeln. In der Mitte ist der auferstandene Christus dargestellt, der mit hocherhobenen Händen anzeigt, dass alles Leid überwunden wird. Er tritt auf als Überwinder des Todes und Quelle von Licht und Hoffnung. Das obere Bild des linken Flügels zeigt die Szene eines ausbrechenden Krieges, während ein kraftvoller Mann schützend die Arme um zwei Kinder schlingt. Darunter sind zwei Soldaten zu sehen, die der Schlachtentod umfängt. Der rechte Altarflügel zeigt in zwei Szenen die Rückkehr des Friedens. Oben noch die Mutter, die um ihren tot heimgekehrten Sohn trauert; darunter eine Frau, die mit einem Spaten in noch blutgetränkter Erde mit dem Wiederaufbau beginnt.
Auf einem Spruchband unterhalb der Mitteltafel steht ein Zitat aus Psalm 110, Vers 1: „Setze dich zu meiner Rechten, bis ich lege deine Feinde zum Schemel deiner Füße“. Außen auf den Flügeln sind auf goldenem Grund Inschriften aus dem Hebräerbrief, Kapitel 11, Verse 13, 14 und 16 angebracht.

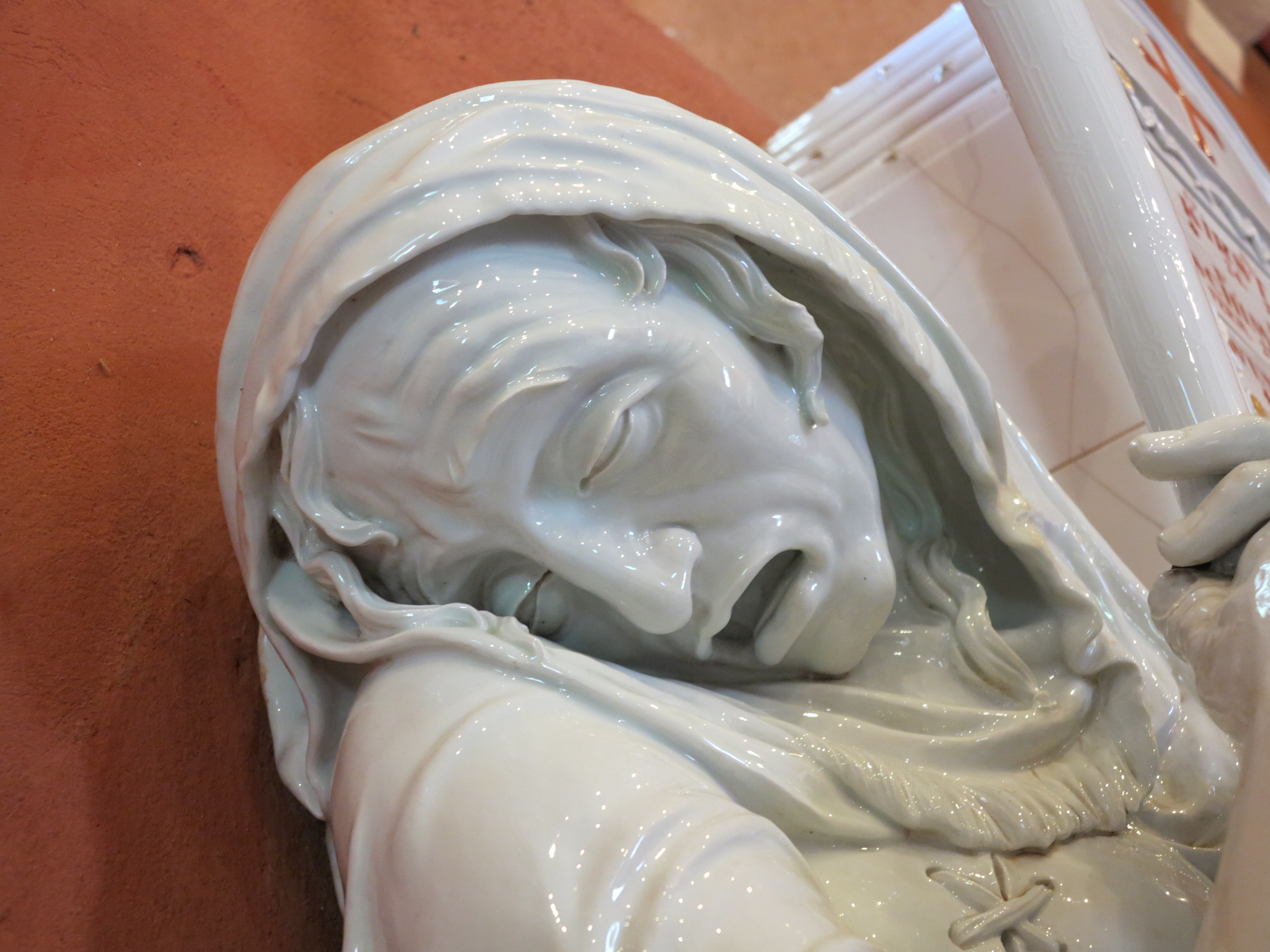
Detail einer Trauernden, Foto Juni 2025

Zur Komplettierung der Kirchenausstattung schuf Börner zwei Apostelleuchter, derzeit ist nur ein Leuchter vorhanden, für den Altartisch. Dabei hat er die Leuchter als Büsten mit einer kappenähnlichen Kerzentülle geformt. Die weit geöffneten Augen sowie der geöffnete Mund erscheinen als unergründlich tiefe Höhlen. Auch hier vermittelt der Gesichtsausdruck das Elend, das Leid und die Not des Krieges an den Betrachter.
Rechts und links vom Altar stehen zwei überlebensgroße Frauenfiguren aus Meißner Porzellan. Mit einer Höhe von 2,50 Metern sind es die größten Porzellanfiguren aus Meißner Porzellan, die jemals hergestellt wurden. Dargestellt sind zwei Mütter, die ihre Hände schützend über ihre Kinder halten. Beide Figuren bergen gleich einer Schutzmantelmadonna ihre Kinder in die Weiten ihres Gewandes, während die linke Figur, ebenfalls einer Madonna gleich, noch ein Kind auf dem Arm hält. Porzellan aus Meißen, sonst als Material für Festlichkeiten und Frohsinn verwendet, drückt hier überzeugend Traurigkeit und Leid aus, aber auch gleichzeitig Hoffnung. Auf einem hölzernen Gestell liegt das „Goldene Buch“, in dem handschriftlich eingetragen nähere Angaben zu den Getöteten stehen. 1995 wurde das Buch durch einen weiteren Band für die Opfer des Zweiten Weltkriegs ergänzt. Diesen Opfern ist auch ein von Klaus Urbach angefertigtes Antependium gewidmet. Dieses enthält nicht wie sonst üblich eine bildliche Darstellung, sondern einen Text: 
II. WELTKRIEG; 1939-1945; ZUM GEDÄCHTNIS; AN ALLE MENSCHEN; DIE DURCH KRIEG, UNRECHT, GEWALT UND TERROR; GETÖTET WURDEN; DONA NOBIS PACEM
In der Sakristei der Kirche erinnert ein Denkmal des Bildhauers Richard Scheibe an die Gefallenen der Porzellanmanufaktur. Vor der Kirche steht ein Gedenkstein für alle Opfer von Diktatur und Gewalt. Momentan fehlen an einzelnen Figuren und an einigen Schrifttafeln im unteren Bereich noch die ursprünglichen Verzierungen aus Porzellan. Durch die Hochwasserschäden gingen diese verloren, wurden aber in der Manufaktur Meißen neu gefertigt. Mit Hilfe von Spendengeldern sollen die fehlenden Teile nun wieder angebracht werden.

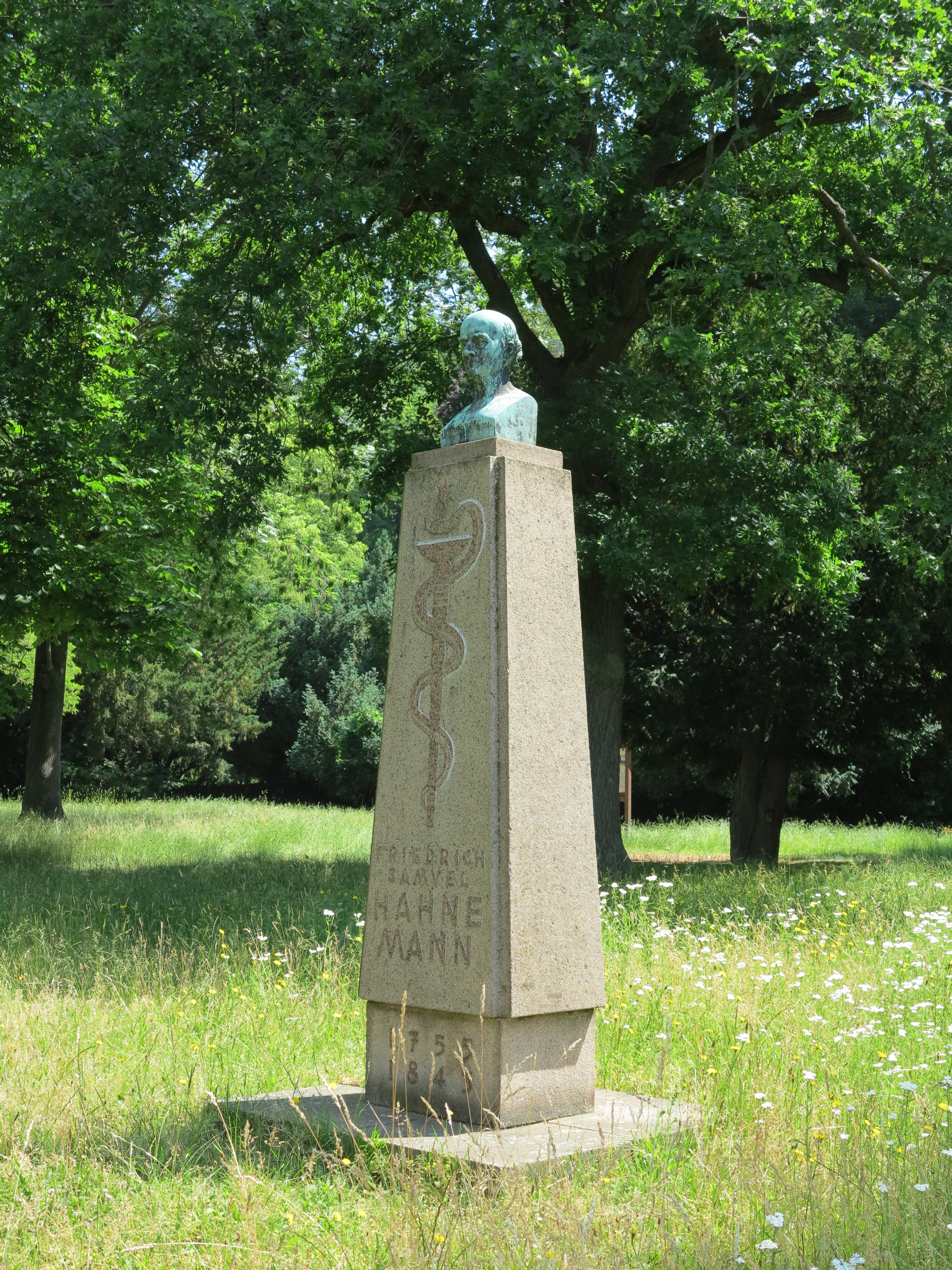
Hahnemann-Denkmal in Meißen, Foto Juni 2025

Auf der Grünfläche neben der Kirche befindet sich das Meißner Denkmal für den Begründer der Homöopathie Samuel Hahnemann.

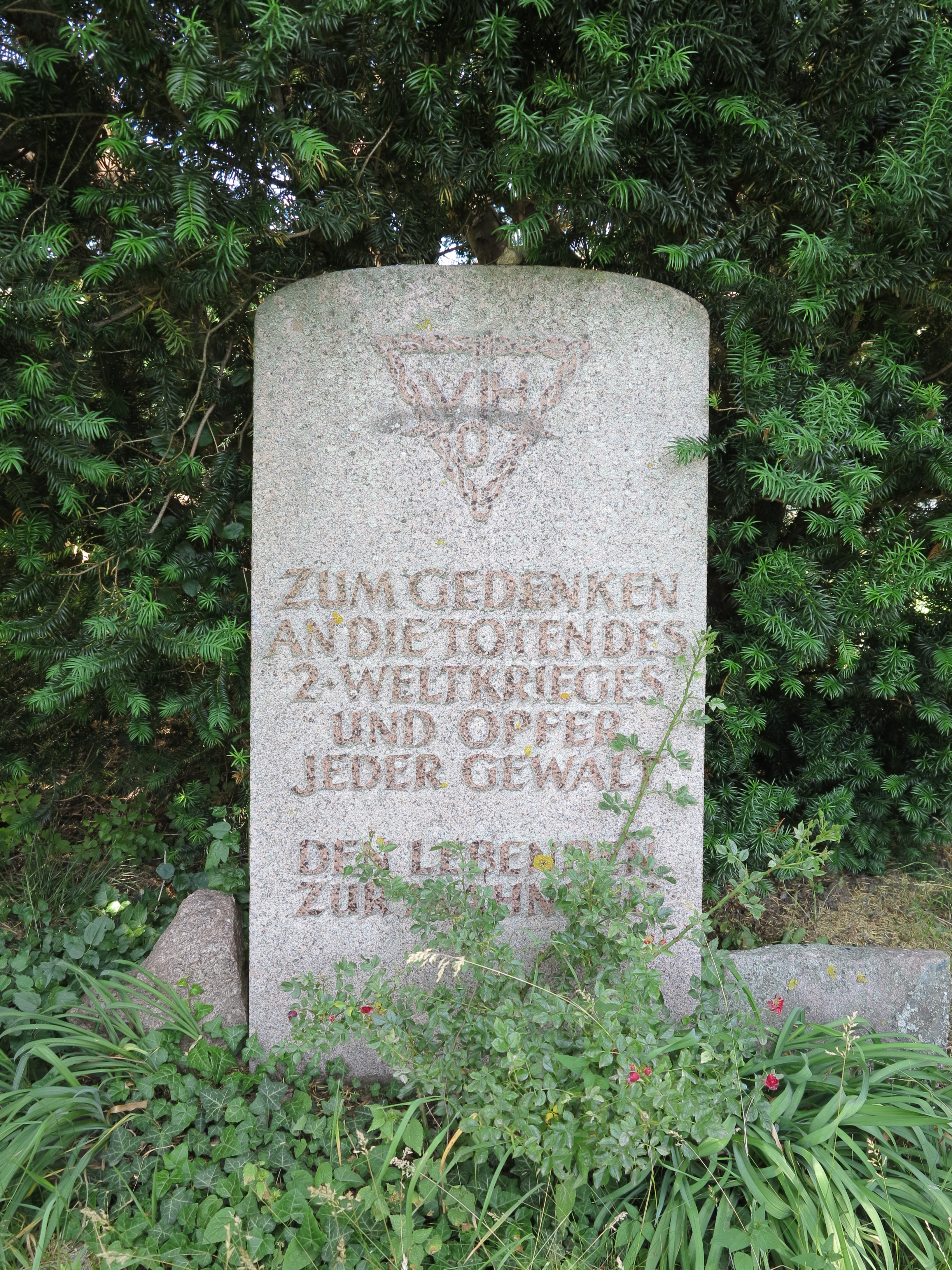
Denkmal für die Opfer des 2. Weltkrieges, Foto Juni 2025

Ein schlichter Stein erinnert an die Toten des Zweiten Weltkrieges.